# Hybomitra abaensis
Hybomitra abaensis är en tvåvingeart som beskrevs av Xu och Song 1983. Hybomitra abaensis ingår i släktet Hybomitra och familjen bromsar. Inga underarter finns listade i Catalogue of Life.